# Jacques-François Valade
Ne doit pas être confondu avec Jacques Valade.
Jacques-François Valade, né en 1727 à Toulouse et mort le 14 juin 1784 à Paris, est un libraire et imprimeur français.

## Biographie
Monté de Toulouse à Paris, Valade y fut reçu libraire le 6 avril 1773, d’abord rue Saint- Jacques vis-à-vis celle de la Parcheminerie, puis rue des Noyers. 
Il se distingua comme imprimeur. Il connaissait très bien son art, et la bibliographie ne lui était pas étrangère. On lui doit divers Catalogues estimés pour leur ordre par les bibliographes, et particulièrement celui de la bibliothèque de Hue de Miromenil, garde des sceaux, Paris, 1781, in-4°, ou de celle du lieutenant-général de police Lenoir, 1782, in-4°.
À l’occasion de la révolution de 1772 (en) qu’il opéra dans ses États, le roi Gustave III le gratifia d’une médaille d’or représentant la liberté » et lui permit de prendre le titre de libraire du roi de Suède.
À sa mort, « s’arrêta la grande période des petits formats parisiens. » Sa veuve, Marie-Jeanne Ledoux, et son fils ont continué à tenir son imprimerie.

## Publications partielles

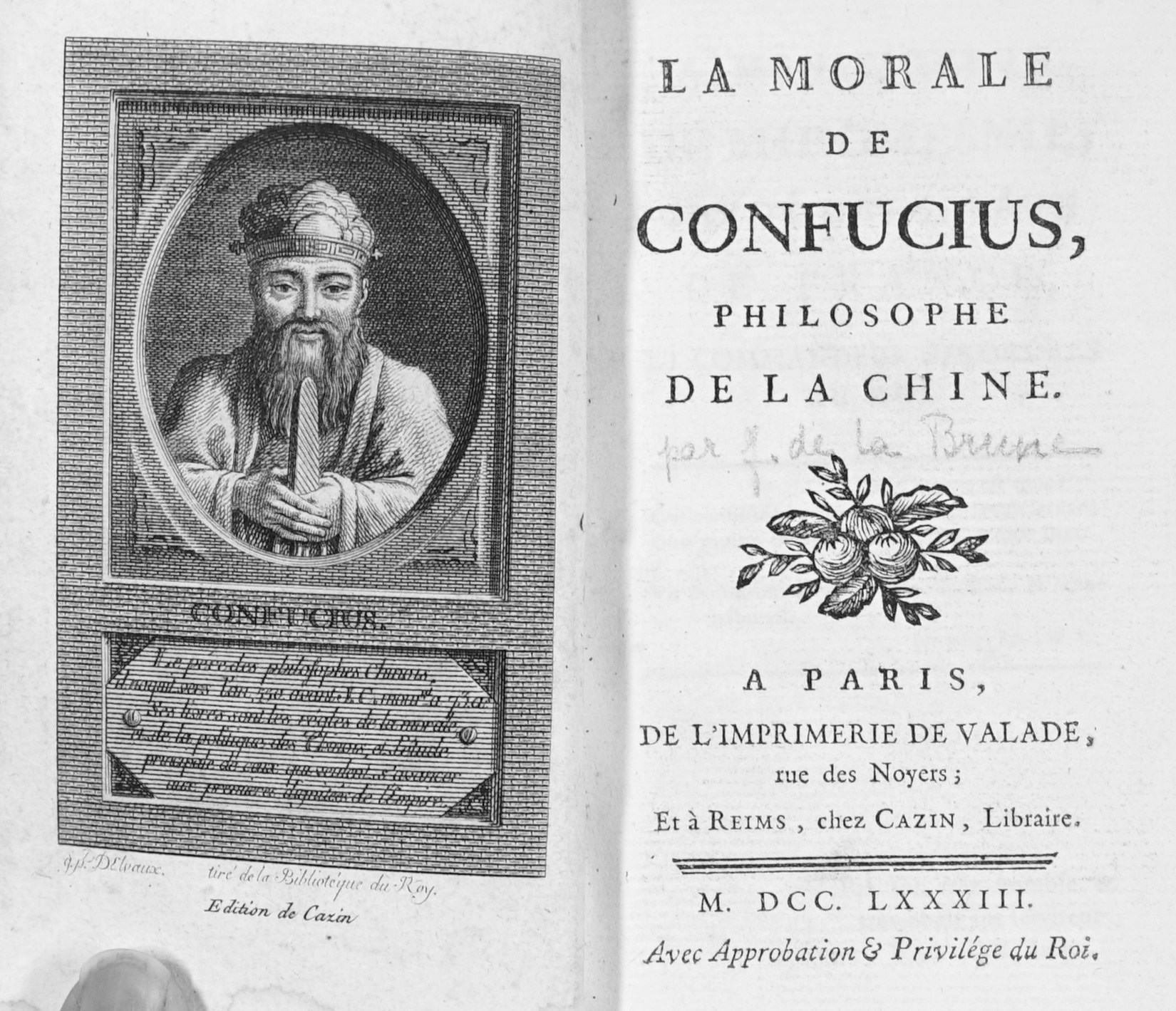
Le Confucius imprimé par Valade.

- La Révolution de Paris : récit en vers, dont les dix premiers sont imités de Cinna, Paris, [s.n.], 1790.
- Catalogue des livres qui composent la bibliothèque de Monseigneur Hue de Miromenil, garde des sceaux de France, Paris, Valade, 1781.
- Catalogue des livres qui composent la bibliothèque de M. Le Noir, conseiller d'État, lieutenant-général de police, Paris, Valade, 1782.